# Velijtsa
Velijtsa (bulgariska: Велийца) är ett berg i Bulgarien.   Det ligger i regionen Pazardzjik, i den sydvästra delen av landet, 90 km söder om huvudstaden Sofia. Toppen på Velijtsa är 1 715 meter över havet, eller 242 meter över den omgivande terrängen. Bredden vid basen är 24,4 km.
Terrängen runt Velijtsa är huvudsakligen kuperad. Närmaste större samhälle är Velingrad, 19,7 km öster om Velijtsa.
I omgivningarna runt Velijtsa växer i huvudsak blandskog. Runt Velijtsa är det ganska tätbefolkat, med 52 invånare per kvadratkilometer.